# استبقاء
الاستبقاء في الرياضة هو الوضع التفضيلي للاعب أو الفريق الذي يتقدم تلقائيًا إلى الجولة التالية من البطولة دون الحاجة إلى اللعب مع خصم في جولة مبكرة. ويعني ذلك إرجاء اشتراك الفريق أو اللاعب المنافس في أحد أدوار المسابقة.